# Dahlia
Dahlia (nombre común dalia) es un género de plantas con flores de la familia de las asteráceas (Asteraceae). Es la flor nacional de México.
El género Dahlia fue descrito por Antonio José de Cavanilles y publicado en Icones et Descriptiones Plantarum 1(3): 56–57. 1791. La especie tipo es Dahlia pinnata

## Nombre
El primer nombre dado a esta flor en el idioma náhuatl fue atlcocotlixochitl, que viene de: a-tl (agua), coco-tli (tubo) y xochitl (flor), y que significa "flor de los tallos de agua"; tal como lo describe Francisco Hernández de Toledo en el libro Historia Natural de Nueva España, v. 1, 156:
“El aztaxóchitl o flor de garza, que otros llaman Quaiztal-Acocoxóchitl (flor) es una hierba con raíces como fibras de donde brotan tallos con hojas ralas como de albahaca, aserradas, casi siempre en grupos de tres, y en el extremo de los tallos flores grandes contenidas en cálices escariosos, y cuyo centro es rojo con manchas amarillas y está rodeado de hojas ralas, largas y blancas con rojo. Sólo se usa la flor. Nace en México.”
Al igual lo explica Hernando de Alvarado Tezozómoc:
"Tenían en las lagunas, y su tierra Aztlán un Cú, y en ella el templo de Huitzilopochtli, ídolo, Dios de ellos, en su mano una flor blanca, en la propia rama del grandor de una rosa de Castilla, de más de una vara en largo, que llaman ellos Aztaxóchitl, de suave olor".
Un tercer estudio llevado a cabo por el Dr. Francisco Hernández de Toledo en el siglo XVI y publicado con el título "Cuatro Libros de la Naturaleza y Virtudes de las Plantas y Animales, de Uso Medicinal en la Nueva España", cita esta planta en el capítulo VI:
"Llaman acocotli (tubo acuático), a esta hierba los de Quauhnáhuac (hoy Cuernavaca), y los de Tepuztlán (hoy Tepoztlán), chichicpatli (medicina amarga), la cual tiene hojas como el nardo montano, pero divididas en cinco hojuela, llenas de senos, las cuales en los extremos de los tallos, que son de un palmo de largo, delgados y rollizos, tienen las flores a manera de estrellas sobre color amarillo a rojo, tiene dos raíces semejantes a bellotas, que se rematan en dos hebras, por la parte exterior negras y por la interior blancas, parece en alguna manera que pertenece a las especies de ligustico".

## Origen
La dalia es una especie originaria de los bosques templados del sur y centro de México. Los mexicas la cultivaron y denominaron 'xicaxochitl', al parecer derivada de xicama y xóchitl, que significa flor de jicama porque la planta se reproduce por bulbos. Los españoles, quienes la llamaron jicamite, la llevaron a España. Está considerada la Flor Nacional de México.
Las flores de este género son muy apreciadas por su belleza ornamental. A lo largo de la historia se han pagado grandes sumas de dinero para adquirir semillas de las variedades más hermosas. Incluso se creó la Sociedad Nacional de la Dalia en Gran Bretaña en 1881 (National Dahlia Society).
Desde que llegaron a la península de Yucatán en 1519, los españoles no dejaron de sorprenderse ante la extraordinaria belleza del territorio. En 1570, el médico del rey Felipe II, Francisco Hernández de Toledo, fue enviado con la tarea de emprender una exploración de las nuevas tierras y reportar todo lo que encontrara. En su libro, "Historia de las Plantas de la Nueva España", Hernández reporta dos especies de dalias conocidas por los aztecas como acocotli y cocoxochitl, que significa "pipa de agua o bastón de agua".
En 1789, el director del Jardín Botánico de la Nueva España, Vicente Cervantes, envió las primeras semillas de dalia al sacerdote y botánico Antonio José de Cavanilles del Real Jardín Botánico de Madrid. Las semillas produjeron flores de brillantes colores, razón por la cual comenzaron a cultivar y seleccionar las más bellas para generar las grandes flores que ahora vemos. Cavanilles, quien describió por primera vez la planta, la nombró Dahlia en honor al botánico sueco Anders Dahl. Cavanilles se encargó de enviar semillas a diferentes jardines botánicos en Europa: Berlín, Dresde, París y Montpellier. También se encargó de enviarle semillas a la esposa del embajador británico en España, Lady Holland. Fue así como llegó hasta Londres.
El nombre dalia se usa comúnmente en casi todo el mundo, excepto en Rusia y en Ucrania donde se la llama georgina/jorjina. Fue descrita por primera vez por el botánico y médico español Francisco Hernández de Toledo que había llegado a México para estudiar su flora y su fauna. Pero hasta 1780 no llegó la planta a Europa; fue cuando el naturalista español Antonio José Cavanilles, siendo director del Real Jardín Botánico de Madrid quiso mejorar su aspecto y sus instalaciones, para lo que mandó traer bastantes semillas, Cavanilles la cultivó y logró una variedad que nombró Dahlia variabilis, en honor del botánico sueco Anders Dahl. En el año 1804, el naturalista y explorador alemán Alexander von Humboldt envió otras tantas semillas a Berlín. Se sabe que la emperatriz de Francia Josefina era una entusiasta de esta flor y en su jardín del castillo de Malmaison, en el departamento de Altos del Sena, cerca de París, tenía una preciosa colección con distintos ejemplares. A Inglaterra no llegó hasta después de las guerras napoleónicas. La afición por esta flor fue en aumento y en 1820 ya había disponibles más de 100 variedades y en 1840, más de 2000.

### La dalia en México
Esta planta es muy significativa para México, pues está ligada a su cultura, historia y tradición. Prueba de ello son todas las actividades que se realizan en este país desde hace más de 10 años, cuando se constituyó la Asociación Mexicana de la Dalia. La dalia es una planta originaria de México y posee características muy particulares que la han colocado en el extranjero como una de las flores más bellas y es la planta que posee el mayor número de variedades entre todas las especies vegetales, llegando a registrarse más de 50 mil en la Sociedad Real de Horticultura de Inglaterra.
La Asociación Mexicana de la Dalia o Acocoxochitl, A.C. (AMD) informó que algunos de los principales estados productores de dalia son la Ciudad de México, Tlaxcala, Nuevo León, Puebla y estado de México. Resaltó que la planta posee raíces en forma de camotes, los cuales son comestibles y medicinales, ahora se está cultivando en zonas rurales para producir té a partir de pedazos de camote de dalia, para que sean consumidos con fines medicinales. Las flores alcanzan tamaños que van desde 6 a 30 centímetros de diámetro, y una gama que cubre todo el espectro de colores, incluyendo los bicolores y variegados, excepto el azul y verde.
La Asociación Mexicana de la Dalia o Acocoxochitl, A.C., el Consejo Mexicano de la Flor, el Comité Nacional Sistema Producto Flores y Ornamentales, y otras instituciones, acordaron en 2007 que el 4 de agosto quedara instituido como el Día Nacional de la Dalia. La AMD apuntó que la belleza de esta flor fue reconocida en México por productores y la sociedad desde los tiempos de Netzahualcóyotl y Moctezuma, quienes mandaron emisarios para que las colectaran y pusieran en sus famosos jardines del Tezcutzingo y Oaxtepec. La celebración incluyó la 47 Exposición Nacional de la Dalia, que inició el 30 de julio en los Viveros de Coyoacán, Ciudad de México, y continuó con el 8.º Encuentro Sobre Conocimientos de la Dalia en México, en el Parque Xochitla, Tepotzotlán, Estado de México, los días 14 y 15 de agosto. Con esto se buscó difundir y promover el conocimiento e importancia que tiene esta planta como símbolo de la floricultura mexicana.

### Descripción
El género Dahlia forma parte de la familia Asteraceae (compuestas). La mayoría de las dalias son plantas herbáceas o arbustivas, a veces epífitas o trepadoras. Las herbáceas son anuales, pues su follaje desaparece en el invierno, pero sus raíces tuberosas quedan enterradas, de donde brotan nuevas plantas en la siguiente estación de lluvias. Las arbustivas son perennes y en lo general tienen raíces tuberosas muy desarrolladas. Sus tallos son huecos (de ahí su nombre en Náhuatl “Acocoxóchitl”) o compactos y, las hojas son opuestas o verticiladas (se originan alrededor de un mismo punto y se distribuyen en diferentes direcciones), simples a tres veces compuestas. El follaje varía entre láminas enteras y láminas divididas.
Las flores están formadas de varias estructuras (compuestas) que en conjunto se denominan cabezuelas: flores líguladas (en forma de lengua) ubicadas al exterior, cuya apariencia es similar a la de un pétalo (blancas, moradas, amarillas o rojas); y las tubulares o flores de disco (amarillas o moradas), que semejan un plato, ambas están dispuestas sobre una base común llamada receptáculo. En conjunto forman la cabezuela o capítulo. En la actualidad, las dalias que nosotros llamamos dobles han incrementado el número y tamaño de flores líguladas. Los frutos son secos de una sola semilla e indehiscentes “aquenios” de forma oblanceolada. Las hojas parecen ser más diversas entre las especies,
que las mismas flores.

### La dalia, flor nacional de México

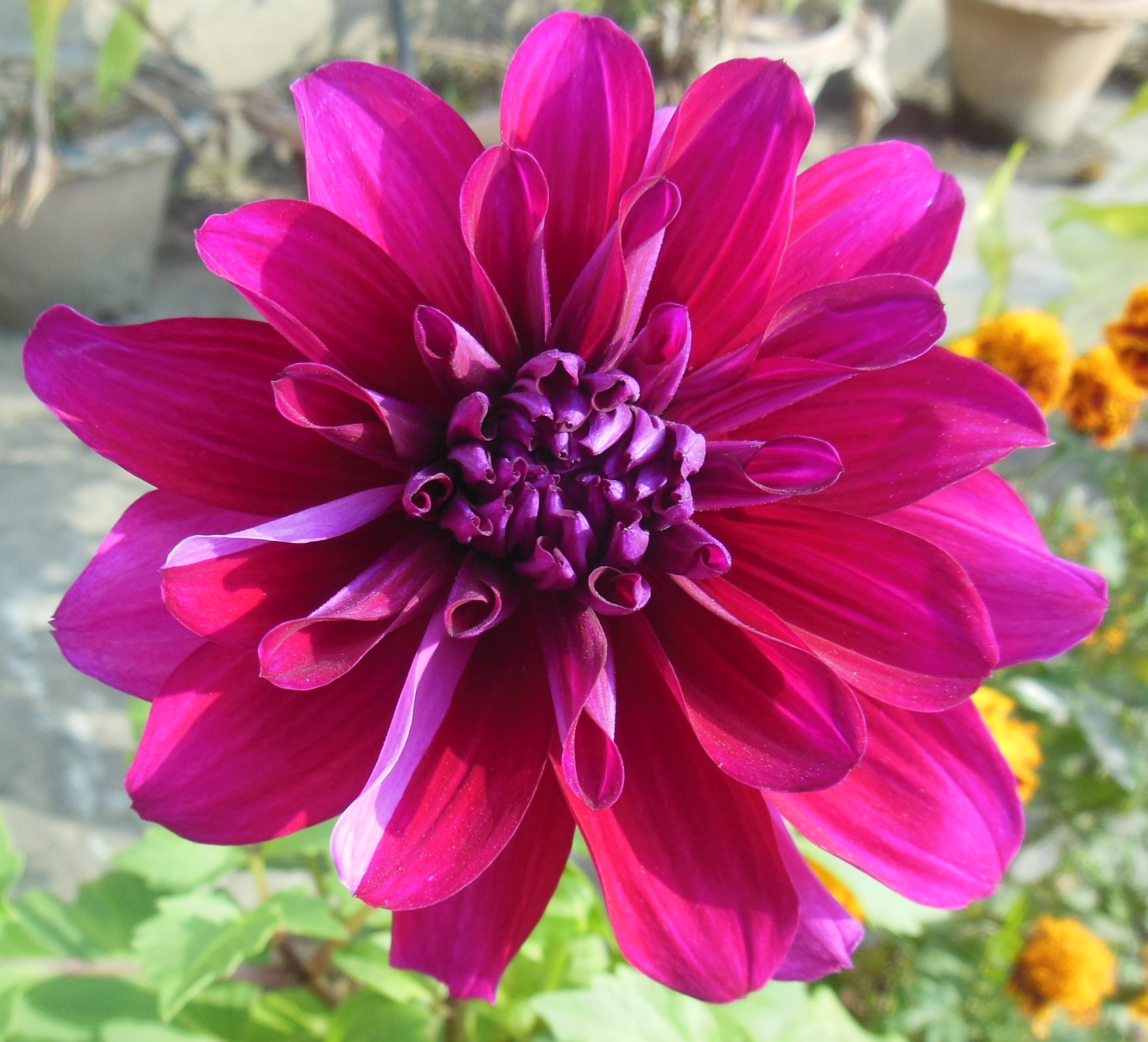
Woodland Mirenda Dahlia

El 13 de mayo de 1963, en el Diario Oficial de la Nación (SAGAR, 1963), el presidente Adolfo López Mateos expidió un decreto por el cual declaró a la dalia como símbolo de la Floricultura Nacional, con las siguientes consideraciones:
• Que la república mexicana posee una gran diversidad de flores nativas de especial valor estético, ornamental y económico, entre las que se encuentra la flor de dalia.
• Que las flores mexicanas, por sus características peculiares, han merecido distinción tanto en el país
como en el extranjero, y entre ellas particularmente la flor de la dalia.
• Que la admiración a dicha flor, motivó a que una de las especies fuera distinguida con el nombre de Dahlia Juárez, en honor del Benemérito de las Américas, Dn. Benito Juárez.
La dalia también ha sido propuesta como flor nacional por instituciones oficiales y particulares, entre los que pueden citarse: la Sociedad Botánica de México, periódico Excélsior y la Confederación Nacional de Floricultores y Viveristas de la República Mexicana, siendo su presidente el Profr. Luis Justo Carrión Tejeda. 
La Sociedad Mexicana de la Dalia es muy reciente, se formó el 12 de octubre de 1995, con el fin de investigar los antecedentes históricos, diagnosis, ubicación taxonómica, importancia económica, propagación, cultivo y difusión de las dalias silvestres y cultivadas, así como la formación de un banco de germoplasma, el cual constituirá la base de los trabajos sobre el género e incluirá las más de 30 especies hasta ahora reportadas, asimismo establecer un banco de información sobre dalias disponible para todos los socios y amigos aficionados a ellas, así como a los cultivadores y comerciantes.
La cantidad de formas o tipos distintos de dalia es innumerable. Todos los años aparecen variedades nuevas entre los viveristas y cultivadores europeos aficionados a estas plantas, en distintos países se hacen concursos, exposiciones y congresos internacionales para presentarlas. La duración de los cultivares a veces es efímera, pasan de moda y dejan de cultivarse. 
Hoy día existen numerosas sociedades europeas de dedicadas al estudio y el fomento del cultivo de esta especie. Dada la gran cantidad de nombres de cultivares, que ya en 1934 superaba los 14,000, la Real Sociedad de Horticultura Inglesa (que fue designada en 1966 como una Autoridad Internacional de Registro) publicó una lista en 1969 que contenía más de 15,000 nombres, de varias partes del mundo, pero hasta la fecha no se ha conseguido hacer un registro definitivo de las diferentes variedades (Huxley et al., 1999). 
Es tanta la fascinación de los europeos por las dalias que las emplean en cuestiones amorosas atribuyéndoles el extraño significado simbólico de “presagio” y por ello, se cree que enviar un ramillete de dalias deja sobre entendida la proximidad de un alegre suceso. Para los enamorados obsequiar esta flor es como un anticipo de una declaración de amor. Actualmente existen 41 asociaciones internacionales interesadas en el cultivo y difusión de la dalia, entre ellas se encuentran:
• La Sociedad Nacional de la Dahlia en el Reino Unido.
• La Sociedad Americana de la Dahlia (ADS). 
• Otras agrupaciones de Nueva Zelanda.
• En países europeos: Francia y Alemania.
• En México, la Asociación Mexicana de la Dalia o Acocoxochitl, A.C.

### Exposiciones y jardines
La flor llegó a Europa a finales del siglo XVIII en donde llamó la atención por sus propiedades medicinales y alimenticias, pero fue más el impacto que causó por la belleza y diversidad de sus flores, que prácticamente en unos pocos años conquistó a todo el continente, siendo el centro de atención de los jardines de España, Francia, Inglaterra, Holanda, Bélgica y Suiza. Fue tal la atención que le dieron los fitomejoradores, que en unos pocos años desarrollaron múltiples formas y colores de flores, sin igual en el reino vegetal, apenas equiparable a lo que se logró en la flor de crisantemo. 
En los años 1820 a 1830, las dalias estaban de moda y sus precios subieron considerablemente. Los especialistas las catalogaron pronto con la categoría de "flor decorativa". Todo el mundo quería tener dalias en su jardín. Tanto éxito alcanzó que comenzó a hacer sombra al crisantemo (una de las flores favoritas) y se organizó en paralelo con esta última una serie de exposiciones. La dalia era llamada "flor de exposición o de fantasía". De ahí a los cruces con otras plantas o con ellas mismas no hubo más que un paso. En 1828 aparecieron las dalias enanas. En 1840, dalias pompón y liliput. En 1870, las dalias cactus y dalias de fantasía. En 1900, dalias collettes. En 1940, dalias nenúfar. 
Las dalias no han perdido su importancia como flores de jardín, pero sí dejaron a un lado su popularidad como flores de exposición hasta el año 2004, en que el museo Botánico, el responsable de la llegada a Europa de esta flor, organizó una importante exposición con más de 500 ejemplares.

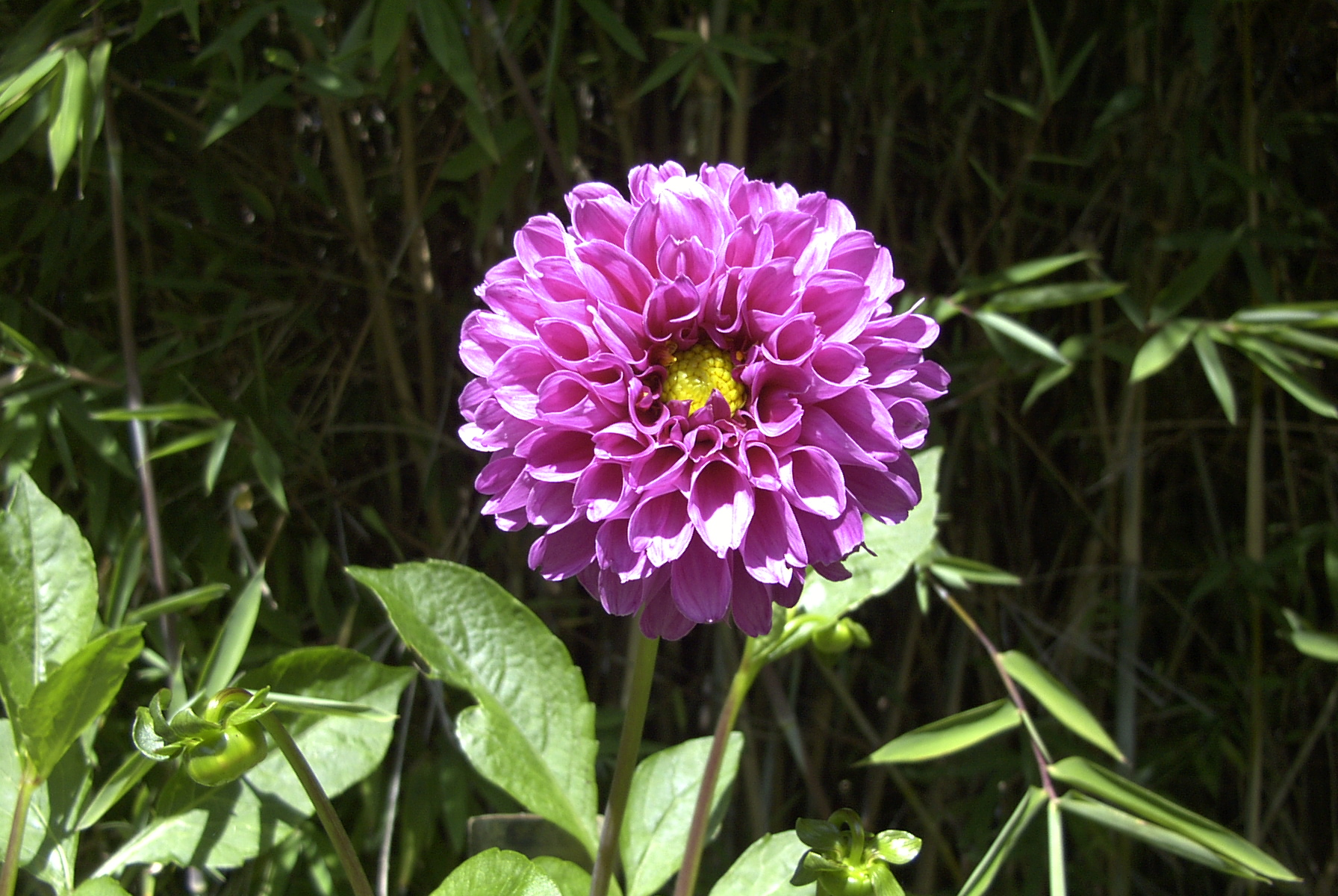

## Variedades

### Variedades de dalias
- Dahlia "Firebird"
- Dahlia "G.F. Hemerick"
- Dahlia "Garden Wonder"
- Dahlia "Gina Lombaert"
- Dahlia "Glorie Van Noordwijk"
- Dahlia "Glorie Heemstede"
- Dahlia "Glory F. Hemerick"
- Dahlia "Glow"
- Dahlia "Hartenaas"
- Dahlia "Hit Parade"
- Dahlia "House of Orange"
- Dahlia "La Gioconda"
- Dahlia "Lady Linda"
- Dahlia "Lavender perfection"
- Dahlia "Lucky Number"
- Dahlia "Musette"
- Dahlia "Nuit d'été"
- Dahlia "Orange Nugget"
- Dahlia "Orange Wealt"
- Dahlia "Park Princess"
- Dahlia "Patty"
- Dahlia "Pianella"
- Dahlia "Playa blanca"
- Dahlia "Pomponnette"
- Dahlia "Popular Guest"
- Dahlia "Prefere"
- Dahlia "Preference"

- Dalia "Nombre propio de mujer"